# Асьєр Маесту
Асьєр Маесту (ісп. Asier Maeztu, 14 жовтня 1977) — іспанський велогонщик.
Бронзовий призер Олімпійських Ігор 2004 року в командній гонці переслідування, учасник 2008 року.
Бронзовий призер Чемпіонату світу з велоперегонів на треку 2004 року в командній гонці переслідування.